# Sofiia Yaremchuk
Sofiia Yaremchuk (ukrainisch Софія Русланівна Яремчук; Sofija Ruslaniwna Jaremtschuk; * 3. Juni 1994 in Lwiw) ist eine italienisch-ukrainische Leichtathletin, die sich auf den Langstreckenlauf spezialisiert hat und die seit 2023 für Italien startberechtigt ist.

## Sportliche Laufbahn
Erste internationale Erfahrungen sammelte Sofiia Yaremchuk im Jahr 2016, als sie bei den Europameisterschaften in Amsterdam für die Ukraine startend nach 1:16:30 h auf den 50. Platz im Halbmarathon gelangte. Bei den Halbmarathon-Weltmeisterschaften 2018 in Valencia wurde sie in 1:15:27 h 71. und bei den Halbmarathon-Weltmeisterschaften 2020 in Gdynia landete sie nach 1:10:42 h auf dem 25. Platz. 2021 siegte sie in 2:29:12 h beim Venedig-Marathon und im Jahr darauf siegte sie in 1:08:56 h beim Pisa-Halbmarathon. Bei den Straßenlauf-Weltmeisterschaften 2023 in Riga startete sie für Italien im Halbmarathon und wurde dort nach 1:09:37 h Elfte. Im Jahr darauf landete sie bei den Europameisterschaften in Rom nach 1:11:32 h auf dem 19. Platz im Halbmarathon und anschließend klassierte sie sich bei den Olympischen Sommerspielen in Paris mit 2:30:20 h auf dem 30. Platz im Marathonlauf. Bei den erstmals ausgetragenen Straßenlauf-Europameisterschaften 2025 in Löwen gelangte sie nach 31:39 min auf den siebten Platz im 10-km-Straßenlauf und sicherte sich in der Teamwertung die Goldmedaille.
2019 wurde Yaremchuk ukrainische Meisterin im 10-km-Straßenlauf sowie 2021 und 2022 italienische Meisterin über diese Distanz. Zudem wurde sie 2022 italienische Meisterin im Halbmarathon.

## Persönliche Bestleistung
- 5000 Meter: 15:37,43 min, 24. Juni 2023 in Carquefou
- 10.000 Meter: 33:33,50 min, 11. April 2021 in Lanuvio
- 10-km-Straßenlauf: 31:39 min, 13. April 2025 in Löwen
- Halbmarathon: 1:08:27 h, 25. Februar 2024 in Neapel (italienischer Rekord)
- Marathon: 2:23:16 h, 3. Dezember 2023 in Valencia (italienischer Rekord)